# Amborellaceae
Фамилија Amborellaceae укључује само један род и једну врсту биљака – Amborella trichopoda, која ендемично расте на острву Нова Каледонија. Ова врста се сматра најпримитивнијом савременом скривеносеменицом.
Фамилија је у последњој кладистичкој класификацији Групе за филогенију скривеносеменица (APG III, 2009) сврстана у засебан ред, Amborellales.

## Ранији системи класификације
Кронквистов систем (1981) 
ред 
поткласа 
класа 
раздео 
Торнов систем (1992)
ред 
надред 
поткласа 
класа 
Далгренов систем
ред 
надред 
поткласа 
класа 